# Phoberocyon
Phoberocyon— великий вимерлий рід геміціонових хижих, що зустрічався переважно в Північній Америці в міоцені. Він жив 28,4–13,7 млн років тому. Один вид, P. hispanicus, відомий з міоценової Іспанії.

## Species
- Phoberocyon hispanicus Ginsburg & Morales, 1998
- Phoberocyon dehmi Ginsburg, 1955
- Phoberocyon aurelianensis Mayet, 1908
- Phoberocyon johnhenryi White, 1947
- Phoberocyon huerzeleri Ginsburg, 1955